# KICK BACK
「KICK BACK」（キック・バック）は、日本のシンガーソングライター・米津玄師の13枚目のCDシングル。配信シングルとして、2022年10月12日にSony Music Labelsよりリリースされ、同年11月23日には、13枚目のCDシングルとしてリリースされた。本楽曲は、テレビアニメ『チェンソーマン』オープニングテーマとして書き下ろされた。

## 背景とリリース

### 制作
本楽曲は、テレビアニメ『チェンソーマン』主題歌として制作され、2022年9月19日に行われた『チェンソーマン』ワールドプレミアにて発表された。米津がテレビアニメ主題歌を担当するのは、2017年の『僕のヒーローアカデミア』第2期1クール目のオープニングテーマ「ピースサイン」以来約5年ぶりとなった。

『チェンソーマン』のオープニングテーマを担当することにあたって、米津は次のようにコメントしている。
チェンソーマンアニメ化にあたり「KICK BACK」という曲を作らせていただきました。
とにかく原作が好きだったので光栄です。この作品がそもそも持ってる力がものすごいので、似つかわしい音を探していく作業は非常に難しいものがありましたが、粛々と一つ一つ積み上げた結果この曲が出来上がりました。

お耳に合えば幸いです。どうかよろしくお願いします。
本楽曲には、米津との共同編曲・ギター・ベースに、King Gnu、およびmillennium paradeのメンバー・常田大希が参加しているほか、楽曲内では、モーニング娘。の「そうだ! We're ALIVE」内の歌詞「努力 未来 A BEAUTIFUL STAR」がサンプリングされている。なお、常田との共同制作は、2017年リリースの4thアルバム『BOOTLEG』収録の「爱丽丝」以来2度目となる。
米津は『チェンソーマン』の原作ファンであり、依頼される前から「もし『チェンソーマン』がアニメ化された場合に自分だったらどんな曲を作るか」を考えており、最初に浮かんだアイデアはドラムンベースであったという。
『チェンソーマン』製作陣との打ち合わせで、監督の中山竜は、米津に「転調を繰り返し、聴く人を振り回すようなジェットコースターみたいな曲を作ってほしい」と注文した。米津は、中山の言う「転調」は、音楽的にスケールを変えることなのか、曲調がガラッと変わることなのか分からず、迷った末、両方を取り入れることにしたと語っている。

### リリース
2022年9月19日にテレビアニメ『チェンソーマン』PVが公開となり、その中で本楽曲が一部披露された。さらに、同年9月23日に東京体育館にて開催された「2022 TOUR / 変身」初日公演でライブ初披露された。さらに、ツアーファイナルである10月27日のさいたまスーパーアリーナ公演では、アレンジャーの常田が登場し「爱丽丝」と本楽曲のパフォーマンスを行った。
10月12日0時より、本楽曲の先行配信が開始された。
CDシングルは、11月23日にチェンソー盤・映像盤・通常盤の3形態でリリースされ、初回限定で「米津玄師 2023 TOUR / 空想」先行抽選応募シリアルと、法人特典「KICK BACKステッカー」が付属する。前作「M八七」より約半年ぶりのリリースとなった。米津が同一年に2枚のCDシングルをリリースしたのは、2018年にリリースされた8th・9thシングル「Lemon」「Flamingo/TEENAGE RIOT」以来である。
| 形態         | 規格                    | 規格品番    |
| ------------ | ----------------------- | ----------- |
| チェンソー盤 | CD+チェンソーネックレス | SECL-2815/6 |
| 映像盤       | CD+DVD                  | SECL-2817/8 |
| 通常盤       | CD                      | SECL-2819   |

CDフラゲ日となった11月22日22時には、共同制作を行った常田との対談動画がYouTubeにてプレミア公開された。さらにその後、常田がサプライズ登場したライブ映像がYouTubeにて初公開された。12月9日には、台湾にて通常盤CDが発売となった。
2023年10月25日、本楽曲が、日本語詞楽曲として史上初となるアメリカレコード協会（RIAA）によるゴールド認定を受けたことが発表された。これにより、米津玄師本人のほか、演奏・共同編曲で参加した常田大希や、一部歌詞に自身の詞が引用されたつんく♂のもとにも、記念ディスクがRIAAより贈呈された。

## 音楽性
本楽曲は、全体的にかなり荒々しい、喉を潰すような歌声で歌われている。イントロは、重量級ベースラインと鋭いブレイクビーツによって切り出される。
本楽曲の後半では、突如クラシカルな展開になり、この展開について、米津は「藤本タツキさんのマンガには非常にスリリングなところがあると思うんで、その空気感を音楽で表現するとなると、やっぱりこういうものが必要だなという感じでした」と答えた。
米津は、編曲に常田が参入したことによるエッセンスについて、米津自身のデモのストイックなドラムンベースのニュアンスにヤンキー感とか不良感のようなものがブーストされたと述べた。

## 評価
- つんく♂は、自身が作詞・作曲・プロデュースを担当した「そうだ! We're ALIVE」が、本楽曲にサンプリングされたことについて、自身のnoteにて「才能の塊というのは本当に恐ろしい。彼の頭の中にあった一欠片のひらめきはいつの間にか、強力なメッセージとなり、美しい旋律と共に僕の耳の中に入ってきた。『作品ってこういうことだよなぁ』そう思いながら、次の議題へと会議は進んで行きました。ただ、僕の頭は興奮していました。いろんな意味で、今までにない経験をさせてもらい、楽しかった。ありがとう」とコメントした[10]。
- 選曲家で音楽ライターの栗本斉は、Billboard JAPANの記事にて「話題のアニメのオープニングテーマというタイアップや、共同編曲に常田大希が参加しているなど、話題性が高くロングヒットは確実」と評価した[20]。
- 音楽ライターの小池宏和は、『ROCKIN'ON JAPAN』の1月号にて、米津がハチ名義で活動していたときの作風に注目し、本楽曲を初めて聴いたときにある種の懐かしさを味わったといい、「常田との共同アレンジによって新たな作風に到達しながらも、"KICK BACK" の奥底には米津個人の極めて若々しくピュアな表現欲求が渦巻いている。それが、さまざまな曲調で話題性たっぷりの国民的ヒットを連発してきた昨今からすると、懐かしい手応えをもたらしてくれたのである」と述べた[19]。
- 音楽ライターの松本侃士は、Real Soundの記事にて、本楽曲で米津が常田とタッグを組んだのは、ロックバンドへの憧れを実現するためであると考察し、「お互いに背中を預け合えるような深い信頼によって結ばれた常田と "ロックバンド" を組んだことで得た刺激が、米津のクリエイティブのリミッターを解除したことは間違いない」と述べた[21]。
- 音楽プロデューサーの蔦谷好位置は、『関ジャム 完全燃SHOW』（テレビ朝日系）内の「プロが選ぶ年間マイベスト10曲」において、本楽曲を6位に選出し、「米津玄師と常田大希という、とんでもないコラボによる王者の風格さえ漂う強力な曲です。一聴して絶対に覚えられない目まぐるしい転調の展開と、＜全部滅茶苦茶にしたい＞という歌詞が象徴するような咆哮に近い強烈な米津の歌唱。しかし所々に、初期から通ずるような米津節のメロディーがあり、2022年最新アップデート版米津玄師といった印象」と評価した[22]。

### 受賞
| 年     | 音楽賞                             | 賞名                       | 結果       |
| ------ | ---------------------------------- | -------------------------- | ---------- |
| 2022年 | 令和4年アニソン大賞（SMEJ）        | 大賞                       | 受賞       |
| 2022年 | 令和4年アニソン大賞（SMEJ）        | 作品賞                     | ノミネート |
| 2022年 | 令和4年アニソン大賞（SMEJ）        | 作曲賞                     | ノミネート |
| 2022年 | 令和4年アニソン大賞（SMEJ）        | 編曲賞                     | ノミネート |
| 2023年 | Japan Expo Awards                  | 最優秀オープニングDaruma賞 | 受賞       |
| 2023年 | 第45回アニメグランプリ             | 最優秀主題歌賞             | 5位        |
| 2024年 | クランチロール・アニメアワード2024 | 最優秀オープニング賞       | ノミネート |
| 2024年 | クランチロール・アニメアワード2024 | 最優秀アニソン賞           | ノミネート |

## チャート成績

### Billboard JAPAN
2022年10月19日に公開されたBillboard JAPAN「Hot 100」「Streaming Songs」「Download Songs」「Hot Animation」「Top User Generated Songs」では、それぞれ初登場1位を記録し、5冠を達成した。初週で30.1万枚を売り上げ、11月30日公開の「Top Singles Sales」で、初登場1位を獲得した。ソロアーティストの初週売上30万枚超えは、令和では自身の10thシングル「馬と鹿」と本シングルのみで、令和におけるソロアーティストの初週売上TOP5のうち、4作品が自身の作品となった。
11月、自身最速となるストリーミング累計再生回数1億回を突破した。Billboard JAPANにおけるチャートイン7週目での達成となった。また、チャートイン7週目での達成は、史上2番目タイの速さであり、ソロアーティストではLiSA「炎」と並んで、歴代1位である。なお、米津の楽曲のストリーミング再生1億回突破は、「感電」「Lemon」「馬と鹿」「Pale Blue」に続いて、歴代7位の5曲目となった。2023年6月14日には、自身最速となるストリーミング累計再生回数3億回を突破した。チャートイン35週目での達成となり、この記録は史上6番目タイの速さである。
2023年2月8日公開の「Hot Animation」では、17週連続1位を記録し、歴代単独1位となった。その後も記録を伸ばし続け、3月8日公開時点まで、21週連続1位を記録した。特に、14週目（2023年1月9日 - 1月15日付）以降は、Official髭男dism「ホワイトノイズ」を筆頭に、次クールのアニメ主題歌が登場したが、ストリーミングや動画再生が好調で、首位を譲らなかった。
2023年の上半期ランキングでは「Hot 100」「Streaming Songs」にて2位、「Download Songs」にて5位、「Hot Animation」にて1位を記録した。2023年のランキングでは「Hot 100」「Streaming Songs」にて4位、「Download Songs」にて8位、「Hot Animation」にて2位を記録した。

### オリコン
10月24日公開のオリコン週間デジタルランキングでは、デジタルシングル・ストリーミングにおいて、それぞれ初登場1位を記録し、2冠を達成した。ダウンロードでは、2022年度の最高初週ダウンロード数を出し、米津自身の通算1位獲得作数の記録を更新し、歴代単独1位の記録となった。
シングルリリース後の11月29日公開のオリコン週間シングルランキングでは、初登場1位を記録した。本チャートでの1位獲得は、11thシングル「Pale Blue」以来、通算3作目となった。2022年度の「オリコン年間デジタルシングルランキング」では、4位を記録した。

### その他のチャート成績
- 先行配信された10月12日公開の各配信サイトのデイリーチャートでは、1位を獲得し、31冠を達成した[27]。
- Spotifyのデイリーランキング「トップ50 - グローバル」（10月13日付）の47位にランクイン。本ランキングへのランクインは、日本のアーティスト初となった[44]。
- 10月25日公開のビルボード「Global 200」では、週間13位を記録した。Global 200からアメリカのデータを除いた「Global Excl. U.S.」では、週間4位に浮上し、自身初のトップ10入りを果たした。

### 認定とセールス
本楽曲のCDは、初週売上30.1万枚を記録した。2023年10月25日、本楽曲が日本語詞楽曲として史上初となるアメリカレコード協会（RIAA）によるゴールド認定を受けた。
|                                | 認定（RIAJ） | 売上/再生回数       |
| ------------------------------ | ------------ | ------------------- |
| フィジカルCD                   | プラチナ     | 301,000枚           |
| ダウンロード                   | プラチナ     | 250,000* DL         |
| ストリーミング                 | ダイヤモンド | 500,000,000* 回再生 |
| *認定のみに基づく売上/再生回数 |              |                     |

|                              | 認定（RIAA） | 売上/再生回数   |
| ---------------------------- | ------------ | --------------- |
| ダウンロード・ストリーミング | ゴールド     | 500,000ユニット |

## ミュージックビデオ
ミュージックビデオは、リリースに先駆け、10月25日にYouTubeにてプレミア公開された。米津と常田が出演しており、監督は「感電」ミュージックビデオや、米津のアーティスト写真なども手がけている奥山由之が務めた。「米津が常田と筋トレに打ち込み続け、やがて人間離れしたようなムキムキの両腕を手に入れる」「海岸沿いの車道の真ん中で熱唱していた米津がトラックに撥ねられて宙を舞い、即座に着地して走り出す」「米津がいつの間にかカツラを被った外国人（トム・コンスタンタイン）にすり替わっている」などといったコミカルで衝撃な展開を多く含んだ内容は大きな話題となり、ネット上では数々の二次創作動画が投稿されている。
公開から6ヵ月と1日が経過した2023年4月26日の23時26分には、YouTubeでの再生回数が1億回を突破した。2025年7月23日には2億再生を突破し、ミュージックビデオが2億回再生を突破した曲数の日本人アーティスト最多記録を自己更新した。

## 収録内容
| 全作詞・作曲: 米津玄師。 |                                |           |            |                                                    |      |
| #                        | タイトル                       | 作詞      | 作曲・編曲 | 編曲                                               | 時間 |
| 1.                       | 「KICK BACK」                  | 米津玄師  | 米津玄師   | 米津玄師、常田大希（King Gnu / millennium parade） | 3:13 |
| 2.                       | 「恥ずかしくってしょうがねえ」 | 米津玄師  | 米津玄師   | 米津玄師                                           | 3:41 |
| 3.                       | 「KICK BACK -ANIME edit」      | 米津玄師  | 米津玄師   |                                                    | 1:27 |
| 合計時間:                | 合計時間:                      | 合計時間: | 8:21       |                                                    |      |

| #  | タイトル                                                             | 作詞 | 作曲・編曲 |
| -- | -------------------------------------------------------------------- | ---- | ---------- |
| 1. | 「テレビアニメ『チェンソーマン』ノンクレジットオープニングムービー」 |      |            |
| 2. | 「M八七 Music Video」                                                |      |            |

## クレジット
KICK BACK
Vocal : 米津玄師
Guitar, Bass : 常田大希（King Gnu / millennium parade）
Drums : 石若駿
Organ : 宮川純
Violin : 常田俊太郎
Cello : 村岡苑子
Chorus : ハルカ（ハルカトミユキ）
Chainsaw : 放生多加男, 石川猛
恥ずかしくってしょうがねえ
Vocal : 米津玄師
Guitar : 真壁陽平, 米津玄師

## タイアップ
| 起用年 | タイトル  | タイアップ先                                     |
| ------ | --------- | ------------------------------------------------ |
| 2022年 | KICK BACK | テレビアニメ『チェンソーマン』オープニングテーマ |

## カバー
- ユッコ・ミラー - アルバム『Ambivalent』（2023年11月1日）に収録。サックスでのカバー。
- 藤川千愛 - カバーソングプロジェクト『CrosSing』にてカバー[50]。配信シングル「KICK BACK from CrosSing」（2024年9月20日）としてリリース。